# Limosilactobacillus reuteri
Limosilactobacillus reuteri és un bacteri de l'àcid làctic, grampositiu, heterofermentatiu, que no esporula i és anaerobi facultatiu. És un component habitual de la microbiota intestinal normal humana i d'altres vertebrats i sol trobar-se, de forma natural o afegida, en diversos aliments fermentats, en complements alimentaris i en llets maternitzades. És un lactobacil molt estudiat, utilitzat en el laboratori com a organisme model per a investigar l'adaptació dels microorganismes de la microbiota intestinal al seu hoste.
Algunes soques d'aquest bacteri produeixen un compost antimicrobià, la reuterina, o altres compostos amb propietats antiinflamatòries.

## Història
Descobert originalment a principis del segle xx, es va creure que formava part de Lactobacillus fermentum, fins que el 1960 Gerhard Reuter va notar-ne les diferències i el va classificar com a Lactobacillus fermentum biotip II. L'any 1980, a partir de diferències importants entre aquest organisme i altres biotips de L. fermentum, va ser considerat una espècie nova, L reuteri.
En la reorganització del gènere Lactobacillus de 2020, va entrar a formar part d'un dels nous gèneres, Limosilactobacillus, tot mantenint l'epítet que designa l'espècie: Limosilactobacillus reuteri. Posteriorment, a partir de l'estudi filogenètic i de l'adaptació a hostes diferents de les diverses soques, es va proposar dividir-lo en sis subespècies: L. reuteri subsp. reuteri, (dedicada al bacteriòleg de qui prové el nom de l'espècie), L. reuteri subsp. kinnaridis, (el nom d'aquesta subespècie fa referència a les kinnares, criatures mitològiques d'algunes cultures asiàtiques que eren meitat dona i meitat ocells, perquè les seves soques s'han trobat en ocells i en humans), L. reuteri subsp. porcinus (la majoria de soques d'aquesta subespècie s'han aïllat en porcs), L. reuteri subsp. murium (la majoria de soques d'aquesta subespècie s'han aïllat en rosegadors, especialment en ratolins), L. reuteri subsp. suis (la majoria de soques s'han aïllat de l'intestí de porcs) i L. reuteri subsp. rodentium. (la majoria de soques s'han aïllat en rosegadors).

## Ambient
Limosilactobacillus reuteri es troba predominantment en el tracte gastrointestinal de mamífers i aus, havent-se trobat en femtes d'humans, ovelles, porcs i rosegadors. De les espècies del grup dels lactobacils (des de 2020 separats en diversos gèneres) trobades en l'intestí humà, L. reuteri és una de les més predominants i sembla que cada individu en té una soca pròpia.

### Colonització de l’intestí
Limosilactobacillus reuteri és capaç de colonitzar l’intestí gràcies a la resistència de moltes de les seves soques a pH baix i a les sals biliars. També sembla dependre de la seva capacitat de formar biofilms. És capaç d’adherir-se a la mucina i a l'epiteli intestinal, gràcies a proteïnes d’unió a la mucosa (MUB). Aquestes proteïnes són ortòlogues amb altres proteïnes amb una funció semblant trobades en membres de l’antic gènere Lactobacillus i anomenades adhesines.

## Metabolisme

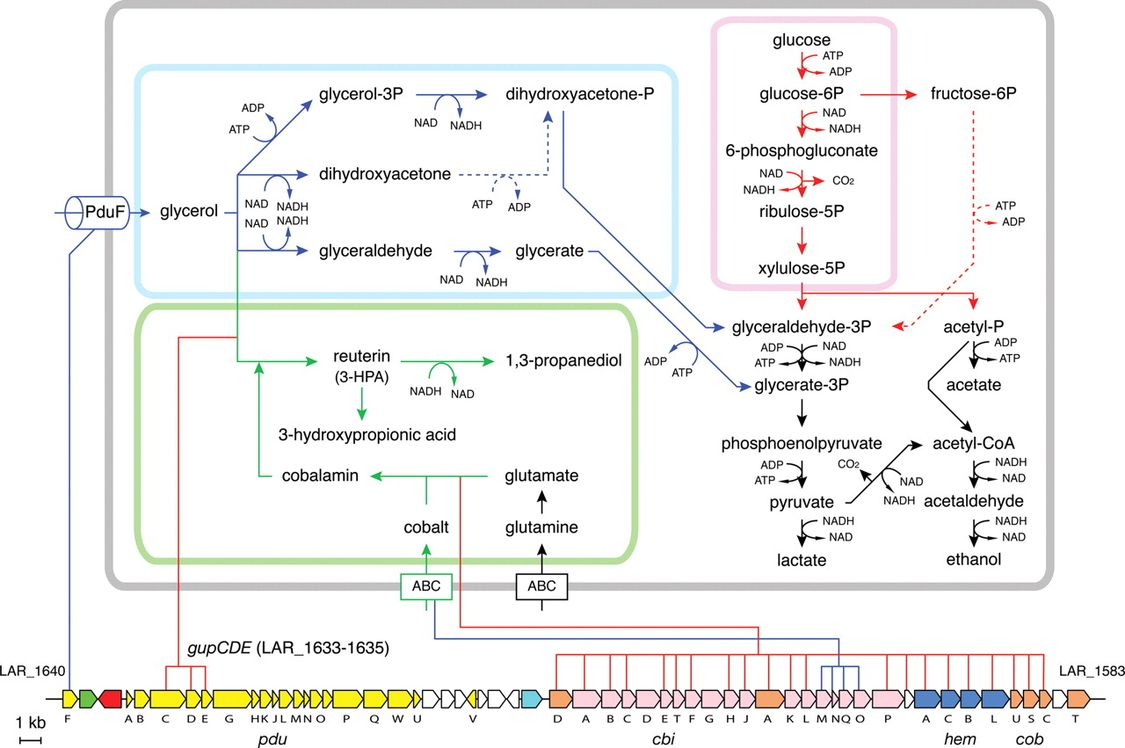
Aquesta imatge mostra diferents vies metabòliques de L. reuteri amb els seus corresponents metabolits.

Limosilactobacillus reuteri produeix lactat, CO2 i etanol a partir de glucosa. A més, produeix reuterina a partir de glicerol que també confereix una funció important.
Un estudi va mesurar l'activitat de l'enzim alcohol deshidrogenasa a Limosilactobacillus reuteri mesurant la conversió d'isopropanol a NADH i s'hi va identificar una activitat elevada d'aquell enzim. Això suggereix que L. reuteri es capaç de generar i tolerar etanol al medi ambient. La capacitat dels lactobacils per produir etanol depèn de la font d'hidrats de carboni i L. reuteri va generar nivells elevats d'etanol a partir de glucosa. Aquests resultats suggereixen que la dieta podria regular la capacitat dels lactobacils de produir etanol. Assajos sobre tolerància a l'etanol ivan demostrar que aquest microorganisme pot créixer en presencia d'etanol al 1%, sense cap pèrdua de viabilitat. En canvi, el creixement disminuïa lleugerament amb un 5% d'etanol, i l'addició d'etanol al 10% va inhibir el seu creixement significativament. Aquest estudi va demostrar també que l'etanol produït per L. reuteri pot ser regulat pel transportador de la serotonina (SERT, de l'anglès serotonin transporter) en línies cel·lulars de còlon humà així com en organoides de ratolí.

## Efectes

### Antimicrobià

#### Reuterina

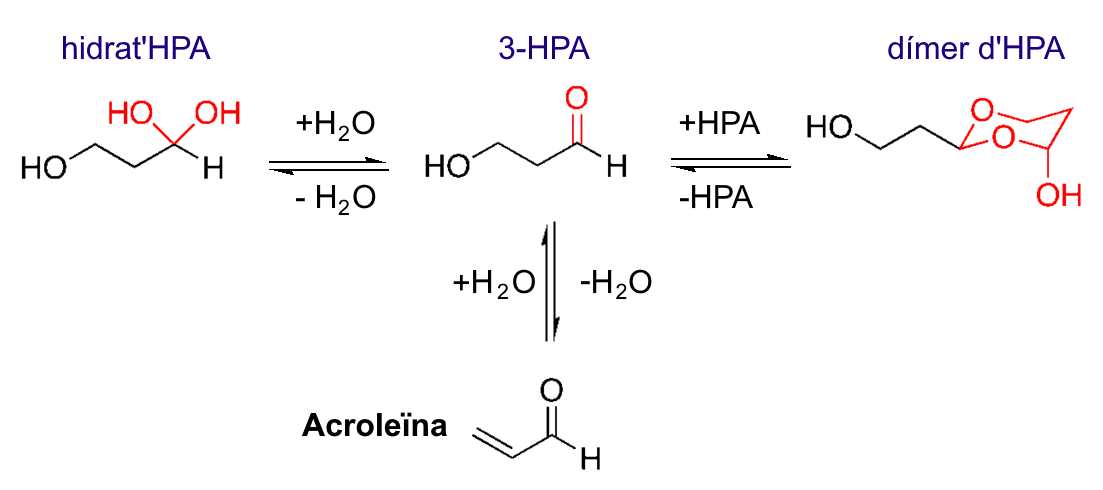
Equilibri de la reuterina amb el seu hidrat, el dímer i l'acroleïna.

A finals de la dècada de 1980 es va descobrir que Limosilactobacillus reuteri, a partir de glicerol i mitjançant un procés de fermentació, alliberava un antibiòtic d'espectre ampli, que van anomenar reuterina en honor de Gerhard Reuter. La reuterina és un 3-hidroxipropionaldehid que es troba en equilibri amb el seu hidrat, i aquest al seu torn també es troba en equilibri amb el seu dímer. En condicions normals, la forma més abundant és l'hidrat. La capacitat antibacteriana de la reuterina es deu a la capacitat del 3-hidroxipropionaldehid de convertir-se espontàniament en acroleïna, un citotòxic electrofílic.
L'acció antibiòtica de la reuterina és capaç d'eliminar una varietat de microorganismes, incloent bacteris nocius. Les concentracions necessàries per eliminar-los són molt menors que les requerides per eliminar bacteris beneficiosos de la microbiota (les concentracions per eliminar patògens són de 20 a 25 vegades les necessàries per a acabar amb microbiota beneficiosa).
També s'ha descrit que L. reuteri és capaç de produir dues bacteriocines, la reutericina 6 i la reutericiclina.

#### ContraHelicobacter pylori
L'activitat probiòtica de Limosilactobacillus reuteri el especialment eficaç contra Helicobacter pylori, bacteri que causa gastritis crònica i úlceres pèptiques i que és un factor de risc en càncer intestinal. Es pensa que els dos bacteris comparteixen els mateixos receptors glicosídics i, per tant, es dona una competició, que redueix la càrrega patogènica de H. pylori.

### Probiòtic
Limosilactobacillus reuteri es produeix comercialment per al seu ús com a cultiu iniciador i com a cultiu probiòtic. Com a probiòtic, escurça els episodis diarreics infantils, disminueix els nivells de colesterol total i de lipoproteïnes de baixa densitat (LDL, de l'anglès low-density lipoprotein) en subjectes hipercolesterolèmics i protegeix contra la infecció per Helicobacter pylori, entre d'altres.
Destaca la seva acció protectora de l'intestí. Té propietats immunoreguladores que depenen de cada soca. Modulen l'equilibri de producció entre citocines pro i antiinflamatòries i modulen, també, la funció de la barrera intestinal perquè disminueixen la permeabilitat de la mucosa. Les soques de L. reuteri s'estan utilitzant com a complement alimentari per millorar la salut gastrointestinal i aquesta espècie ha rebut la presumpció qualificada de seguretat per part de l'Autoritat Europea de Seguretat Alimentària.

#### Salut intestinal
Els probiòtics són molt utilitzats per prevenir i tractar nombrosos trastorns gastrointestinals. Molts estudis suggereixen que Limosilactobacillus reuteri pot ser útil per modular la microbiota intestinal, eliminar infeccions i atenuar els símptomes gastrointestinals de la colitis entèrica, la diarrea associada a antibiòtics, entre d'altres. És a dir, L. reuteri pot tenir un efecte beneficiós sobre la salut intestinal humana, prevenint i tractant molts símptomes gastrointestinals i accelerant la recuperació i alta dels pacients.

#### Salut oral
Diversos estudis afirmen que bacteris probiòtics, com Limosilactobacillus reuteriri, inhibeixen el creixement de Streptococcus mutans, un bacteri responsable de la càries dental. Un estudi de la societat microbiològica de Corea va examinar els efectes de L. reuteri (soques provinents d'humà i rata) en la formació de biofilms de S. mutans. Van veure que totes les soques presentaven efectes inhibidors importants en la formació de biofilms de S. mutans. Aquestes activitats antibacterianes de L. reuteri es van atribuir a la producció d'àcids orgànics, peròxid d'hidrogen i un compost semblant a la bacteriocina. En conseqüència, L. reuteri pot ajudar a disminuir el risc de càries dental degut al seu efecte antibacterià.

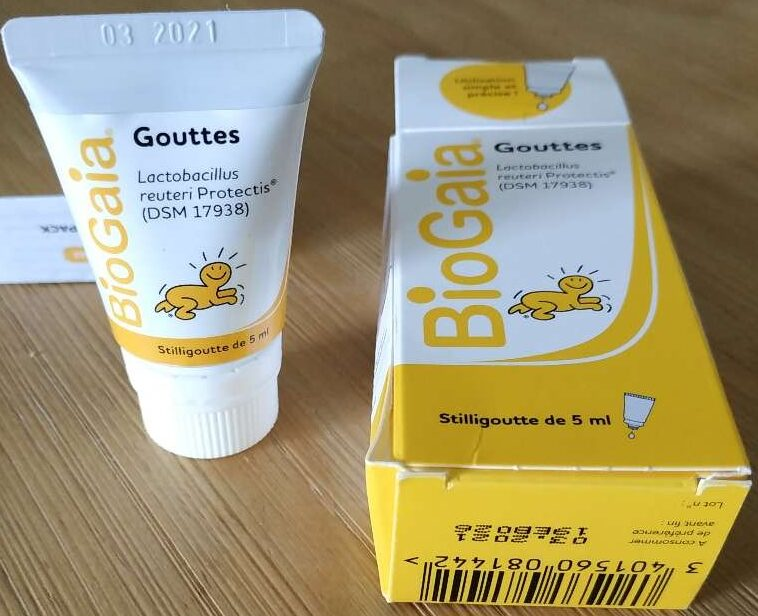
El producte Reuteri Gotes de Biogaia, un probiòtic a partir de Limosilactobacillus reuteri Protectis (L. reuteri DSM 17938)

#### Soques probiòtiques
Limosilactobacillus reuteri és comercialitzada per una empresa sueca anomenada BioGaia AB, que posseeix patents de diferents soques així com altres patents per a l'ús comercial de L. reuteri. Les soques que comercialitza són les següents:
- Limosilactobacillus reuteri NCIMB 30242[21]
- L. reuteri Protectis (L. reuteri DSM 17938)[20]
- L. reuteri Prodentis (L. reuteri DSM 17938, L reuteri ATCC PTA 5289)[20]
- L. reuteri Gastrus (L. reuteri DSM 17938, L. reuteri ATCC PTA 6475)[20]
- L. reuteri Osfortis (L.reuteri ATCC PTA 6475)[20]
- L. reuteri Colus (L. reuteri DSM 4659)[20]

## Aplicació alimentaria

### Arròs integral fermentat ambLimosilactobacillus reuteri
S'ha afirmat que l'estrès oxidatiu té un paper en diverses malalties, entre les quals hi ha les malalties cardiovasculars, diabetis i trastorns relacionats amb l'estrès (ansietat/depressió). Per tant, el consum d'antioxidants per prevenir l'estrès oxidatiu s'està considerant com un benefici per a la nostra salut. A més, un augment de la consciencia de la salut dels consumidors ha augmentat la demanda de productes nutritius, aliments, probiòtics i prebiòtics que prevenen malalties. En conseqüència, nombrosos estudis s'han centrat en els probiòtics, concretament en soques de lactobacils que tenen la capacitat d'actuar com a antioxidants per protegir l'hoste de l'estrès oxidatiu. En un estudi van concloure que l'arròs integral fermentat amb Limosilactobacillus reuteri tenia una activitat antioxidant més alta, així com una major concentració de fenòlics i flavonoides entre tots els bacteris de l'àcid làctic utilitzats. Això mostra la capacitat de L. reuteri com a soca de fermentació prometedora per augmentar la biodisponibilitat de cereals o grans en la producció de materials funcionals que promouen la salut. La fermentació amb L. reuteri millora els constituents fenòlics i l'activitat antioxidant de l'arròs integral, millora la qualitat dels aliments i confereix característiques organolèptiques. A més, a l'estudi van descobrir que L. reuteri millorava la producció d'aminoàcids essencials i àcids grassos en l'arròs.

### Assimilació de vitamina B12en microalgues cap a la producció d'un superaliment
Alguns hàbits alimentaris, com ara el vegetarianisme i el veganisme, poden mancar de nutrients rellevants, com la vitamina B12. Es per això que es d'interès el subministrament de superaliments basats en microbis rics en nombrosos nutrients, inclosa aquesta vitamina. En aquest estudi revisen la bioincorporació de la vitamina B12 a les microalgues per simbiosi amb microorganismes, com intent de proporcionar un superaliment. També revisen la producció microbiana de vitamina B12 basat en anàlisis genètiques i estudis químics. Hi ha moltes espècies de microorganismes que produeixen grans quantitats de B12, però el productor de vitamina B12 més prometedor, amb una àmplia nutrició i beneficis per a la salut, és el probiòtic Limosilactobacillus reuteri. Aquesta relació entre L. reuteri i la vitamina B12 h'estat un tema innovador i estan duent a terme la identificació d'estructures intermèdies i vies metabòliques essencials per a la biosíntesi de la vitamina B12 en aquest probiòtic.

### Emmagatzematge d'un iogurt bevible a temperatura ambient
Productes com sucs de iogurt o fruita s'emmagatzemen normalment en condicions refrigerades i aïllats del medi ambient. Es va fer un estudi per identificar soques probiòtiques adequades per incorporar als productes làctics per evitar la necessitat d'emmagatzemar-los a temperatures baixes. Es van aïllar 27 bacteris de l'àcid làctic de vi tradicional xinès d'ordi de les terres altes. D'entre tots els bacteris aïllats, la soca Limosilactobacillus reuteri WHH1689 va ser seleccionada per tenir una via metabòlica de la lactosa feble que no causava una post-acidificació elevada i podia sobreviure a temperatura ambient en el iogurt bevible; a 28 °C va sobreviure més de quatre setmanes d'emmagatzematge i a 37 °C la seva viabilitat va disminuir molt lentament durant la quarta setmana. A més, aquesta soca és molt resistent en condicions que simulen el tracte digestiu, això indica que el probiòtic pot sobreviure en el tracte gastrointestinal humà. Finalment, a l'assaig antimicrobià, L. reuteri WHH1689 va mostrar activitat inhibidora contra els quatre bacteris patogen diana: Escherichia coli, Salmonella paratyphi, Shigella flexneri i Staphylococcus aureus.